# HB Køge
Der HB Køge A/S ist ein dänischer Fußballverein in Herfølge in der Nähe von Køge. Der Klub entstand im Juli 2009 aus dem Zusammenschluss von Herfølge BK und Køge BK.

## Geschichte

### Herfølge BK
Der 1921 gegründete Herfølge BK spielte insgesamt 16 Spielzeiten in der höchsten dänischen Liga und gewann dabei 2000 den Landesmeistertitel. Bereits im folgenden Jahr stieg der Verein in die zweite Liga ab, konnte aber 2003 in die erste Liga zurückkehren. Nach dem erneuten Abstieg 2005 etablierte sich die Mannschaft in der zweiten Liga.

### Køge Boldklub
Der 1927 gegründete Køge Boldklub gehörte zwischen 1940 und dem Abstieg 2004 insgesamt 34 Spielzeiten der dänischen Eliteserie an. 1954 gewann die Mannschaft als erster Klub außerhalb Kopenhagens den dänischen Meistertitel. 1975 wiederholte die Mannschaft den Triumph. Ab 2003 spielte die Mannschaft im vorderen Bereich der zweiten Liga und verpasste den Aufstieg mehrmals knapp. In der Folge geriet der Klub in finanzielle Schwierigkeiten. Im Oktober 2008 konnte der Konkurs noch vermieden werden, im Februar des folgenden Jahres war er zahlungsunfähig. Daraufhin verurteilte die Dansk Boldspil Union den Klub zum Zwangsabstieg in die drittklassige Sjællandsserien.

### HB Køge
Längere Zeit liefen Verhandlungen zwischen den beiden Klubs über einen Zusammenschluss der Profimannschaften, die sich insbesondere wegen der finanziellen Probleme des Køge Boldklub in die Länge zogen. Knapp zwei Wochen nachdem Køge Boldklub Konkurs angemeldet hatte, einigten sich die beiden Vereine auf eine Zusammenarbeit. Zum 1. Juli 2009 wurde HB Køge gegründet. Der Fusionsklub nahm zur Saison 2009/10 an der Superliga teil, stieg jedoch ab und spielte in der Saison 2010/11 in der 1. Division. Die Saison endete mit Platz zwei hinter Aarhus GF und dem direkten Wiederaufstieg nach einem 4:3-Sieg im letzten Spiel der Runde beim FC Fyn, der dadurch in die dritte Liga absteigen musste. Jedoch musste man erneut nach nur einer Spielzeit als Tabellenletzter wieder in die 1. Division absteigen. In der Vorbereitung zur Saison 2012/13 schlug man sein Trainingslager im Vogtland auf, u. a. gewann man gegen den Regionalligisten VFC Plauen 2:0. Im Rahmen des Trainingslagers zur Saison 2013/14 fand in Naunhof, unweit von Leipzig, am 10. Juli 2013 ein Spiel gegen RB Leipzig (3. Liga) statt, das 1:0 gewonnen wurde.
Seit dem Sommer 2023 wird der Zweitligist vom ehemaligen dänischen Nationalspieler Nicklas Pedersen trainiert.

## Frauenfußball
Die Frauenmannschaft des Vereins stieg zur Saison 2020/21 in die 3F Ligaen auf, gewann dort am Ende sensationell die Dänische Meisterschaft und qualifizierte sich für die UEFA Women’s Champions League 2021/22. Dort schaffte man die Qualifikation zur Gruppenphase, wo man u. a. auf den FC Barcelona und Arsenal London traf. In den folgenden Spielzeiten 2021/22 und 2022/23 konnte man den nationalen Meistertitel verteidigen.

### Erfolge
- Dänischer Meister: 2021, 2022, 2023

### Europapokalbilanz
| Saison  | Wettbewerb                    | Runde                           | Gegner          | Gesamt | Hin     | Rück    |
| ------- | ----------------------------- | ------------------------------- | --------------- | ------ | ------- | ------- |
| 2021/22 | UEFA Women’s Champions League | 2. Qualifikationsrunde          | Sparta Prag     | 3:0    | 1:0 (A) | 2:0 (H) |
| 2021/22 | UEFA Women’s Champions League | Gruppenphase                    | 1899 Hoffenheim | 1:7    | 0:5 (A) | 1:2 (H) |
| 2021/22 | UEFA Women’s Champions League | Gruppenphase                    | FC Barcelona    | 0:7    | 0:2 (H) | 0:5 (A) |
| 2021/22 | UEFA Women’s Champions League | Gruppenphase                    | FC Arsenal      | 1:8    | 1:5 (H) | 0:5 (H) |
| 2022/23 | UEFA Women’s Champions League | 2. Qualifikationsrunde          | Juventus Turin  | 1:3    | 1:1 (H) | 0:2 (A) |
| 2023/24 | UEFA Women’s Champions League | 1. Qualifikationsrunde (HF)     | Kuopion PS      | 1:2    | 1:2 (N) | 1:2 (N) |
| 2023/24 | UEFA Women’s Champions League | 1. Qualifikationsrunde (3. Pl.) | KÍ Klaksvik     | 3:1    | 3:1 (N) | 3:1 (N) |

Gesamtbilanz: 12 Spiele, 3 Siege, 1 Unentschieden, 8 Niederlagen, 10:27 Tore (Tordifferenz −17)